# John Renshaw Thomson

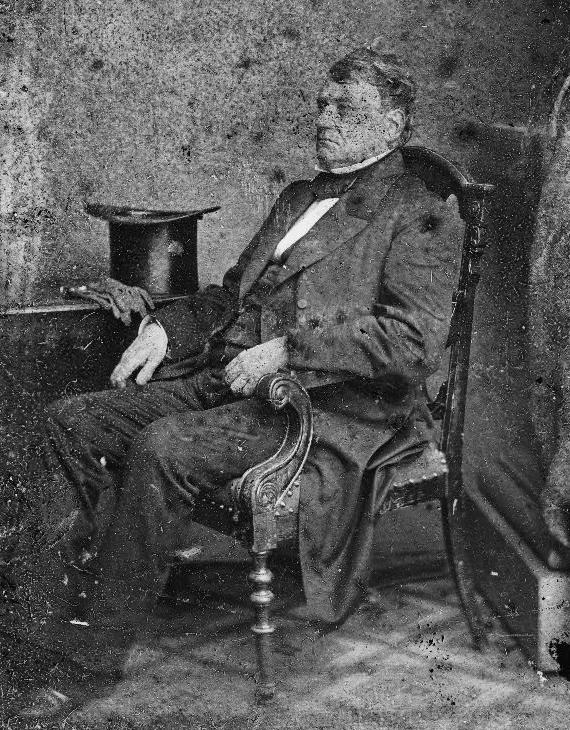
John R. Thomson

John Renshaw Thomson, född 23 september 1800 i Philadelphia, Pennsylvania, död 12 september 1862 i Princeton, New Jersey, var en amerikansk demokratisk politiker. Han representerade delstaten New Jersey i USA:s senat från 1853 fram till sin död. Han var ordförande i senatens patentutskott 1859-1861.
Thomson gick i skola i Princeton, New Jersey. Han studerade sedan vid College of New Jersey (numera Princeton University). Han åkte 1817 till Guangzhou för att idka handel och var USA:s konsul i den kinesiska hamnstaden 1823-1825. Han flyttade sedan tillbaka till Princeton.
Thomson deltog 1844 i New Jerseys konstitutionskonvent och var förlorande kandidat i guvernörsvalet 1844 mot Charles C. Stratton. Senator Robert F. Stockton avgick 1853 och efterträddes av Thomson. Han omvaldes 1857 och avled i ämbetet. Hans grav finns på Princeton Cemetery i Princeton.